# Odinani
Odinani (ou Odi[n]anyi) são as crenças e práticas religiosas tradicionais dos ibos da África ocidental. Odinani é uma fé monoteísta, com Chukwu ("grande espírito"), que, segundo a mitologia criou o mundo e tudo nele, como o Deus supremo, e está associada a todas as coisas na Terra. Chukwu representa o desconhecido, infinitamente poderosa, indefinida, indefinível, divindade suprema absoluta abrangendo tudo no espaço e no próprio espaço,
Encarnações de Chukwu são chamadas Alusi. Alusi (também Arusi ou Arushi) são divindades menores, tendo cada um, sua finalidade específica própria. Muitos outros espíritos existem na crença e mitologia Odinani.

## Chukwu
Chukwu é a divindade suprema Odinani Chukwu é o desconhecido, infinitamente poderosa, indefinida, indefinível, divindade suprema absoluta abrangendo tudo no espaço e no próprio espaço, no tradicional sistema de crença espiritual ibo e mitologia ibo. Estudos linguísticos da língua ibo sugere que o nome "Chukwu" é uma portmanteau das palavras ibo "Chi" ("ser espiritual") e "Ukwu" ("grande em tamanho"). No panteão ibo, Chukwu é a fonte de onde outras divindades ibos originam e são atribuídas diferentes tarefas. Os ibos acredita que todas as coisas vêm de Chukwu incluindo as divindades que traz as chuvas necessárias para que as plantas cresçam e controla tudo na terra e no mundo espiritual.

## Alusi
Os Alusi, que também são conhecidos como o Arushi, são divindades menores em Odinani, cada um dos quais é responsável por um aspecto específico da natureza ou um conceito abstrato.

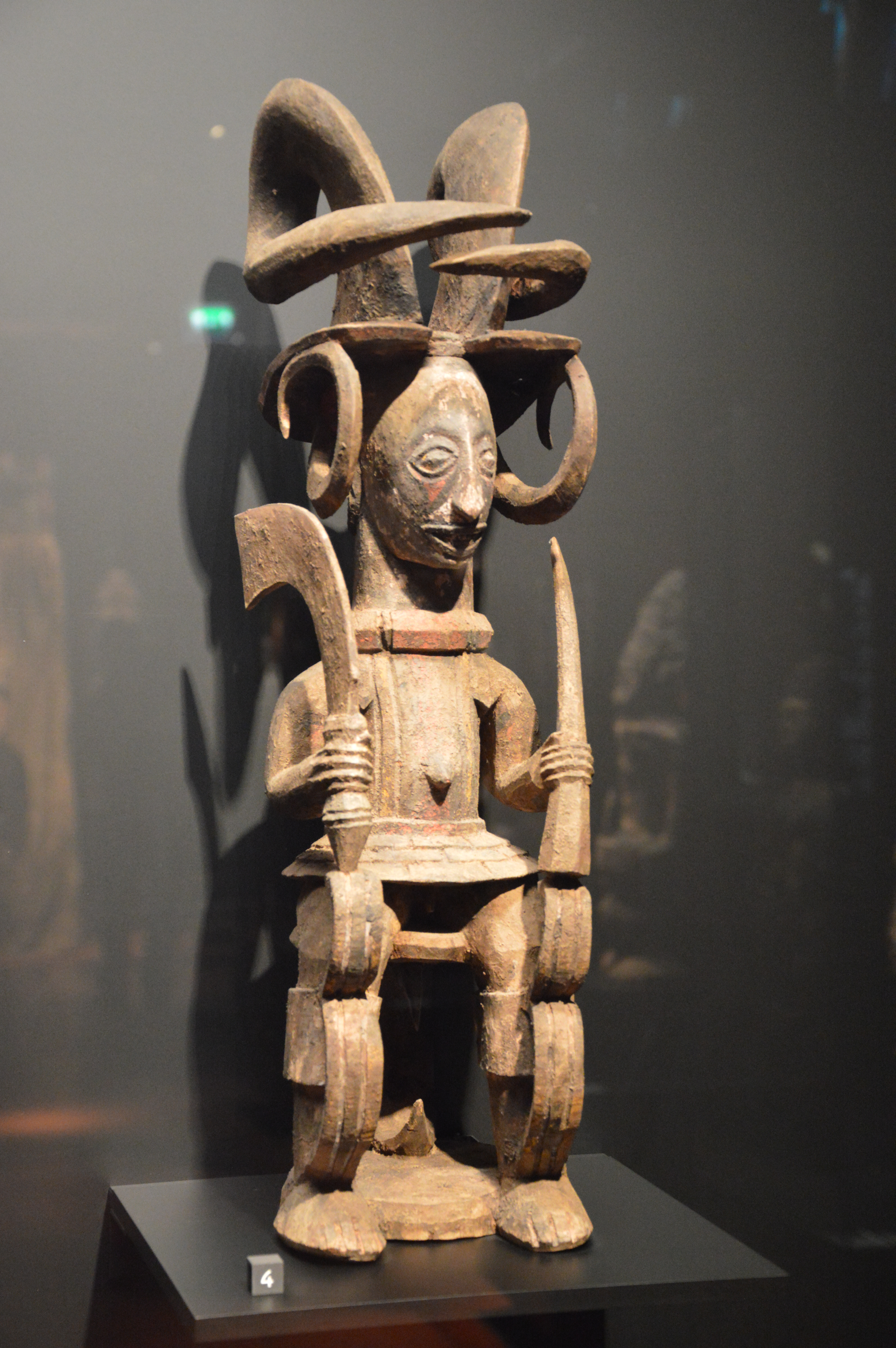
Uma escultura de madeira de Ikenga, um Alusi dos ibos, do sudeste da Nigéria.

Alguns dos mais notáveis Alusi masculino incluem Igwekaala o Senhor do céu, Amadioha o Senhor do trovão e relâmpago, Ikenga o Alusi chifrudo da fortuna e da indústria, Ahobinagu o Senhor da floresta, Aro o Senhor do julgamento, Agwu o Senhor da adivinhação e cura, Njoku Ji o Senhor do inhame e Ogbunabali o Senhor da morte.
Existiam várias Alusi femininas também, tais como Ahia Njoku a Senhora do inhame, Anyanwu a Senhora do sol (uma deidade solar.), Ani a Senhora da fertilidade e da terra Idemmili a Senhora mãe do rio Idemili.
Existiam também Alusi que regem as quatro direções do céu; Eke do leste, Orie do oeste, Afo do norte e Nkwo do sul.
NotaO termo Senhor e Senhora tem o significado de aquele que tem domínio sobre, substituindo as palavras Deus e Deusa, uma vez se tratar de religião monoteísta onde existe apenas um Deus supremo.

## Ekwensu
Ekwensu acredita-se ser o teste de força de Chukwu (Deus) na mitologia ibo e é também a palavra ibo para o verificador, testador.

## Moralidade
Os ibos acreditam no conceito de Ofo e Ogu, que é como a lei de justiça retributiva. Acredita-se que Ofo e Ogu julgará alguém que é injustamente acusado de um crime, enquanto suas "mãos são limpas". Só a pessoa que está do lado do Ogu-na-Ofo que pode chamar o seu nome em oração. Caso contrário, essa pessoa terá de enfrentar a ira de Amadioha (o Senhor do trovão e relâmpago).

## Chi
Na Odinani, os ibos acreditam que cada pessoa tem o seu assistente espiritual pessoal ou tutor chamado Chi, nomeados para eles antes e no momento de seu nascimento e permanece com eles para o resto da vida na Terra. O Chi de uma pessoa é a personificação do destino desse indivíduo, que é creditado pelos sucessos, infortúnios e fracassos da vida de um indivíduo. Os ibos acreditam que seu sucesso na vida é determinado por seu Chi, e que nenhum homem pode superar a grandeza de seu próprio Chi. Chi (o guardião divino), a providência pessoal é um agentes divinos atribuídos a cada ser humano do berço ao caixão;

## Espíritos menores
A mitologia ibo também contém múltiplos espíritos menores. Entre eles estão:
- Mbatuku: espírito de riqueza
- Ikoro: espírito de tambor
- Ekwu: espírito do coração ou espírito da casa
- Imo miri: espírito rio
- okwara-afo: para as pessoas de Nkwerre no estado de Imo é deus das atividades mercantis
- Aju-mmiri: A deusa do mar em Nkwerre é a deusa da prosperidade, da fertilidade e do bem-estar geral.
- Ogbuide: deusa da água associada com as pessoas de Oguta.
- Urashi e Enyija: deus do rio
- Ezenwaanyi/Owummiri: espírito feminino da água, sereia, sedutora

## Obanjê
Um Ogbanje (ou Obanje) Acreditava-se que era um espírito maligno que deliberadamente afligiria uma família com infelicidade. Os ibos creditavam que ao nascer da mãe, sob um certo período de tempo (geralmente não é passada a puberdade), o Ogbanje deliberadamente morreria e depois voltaria e repetiria o ciclo, causando luto à família (semelhante ao abicu iorubá).
 
A circuncisão Feminina foi pensada para se livrar do espírito maligno, considerando que encontrar os maus espíritos Iyi-uwa, que eles cavaram em algum lugar em segredo, enterrando assegurariam que o Ogbanje nunca afligiria a família com o infortúnio novamente. O Iyi-uwa era o jeito Ogbanje de voltar ao mundo e também uma maneira de encontrar sua família alvo.

## Práticas

### Culto
Os ibos muitas vezes fazem altares de argila e santuários de suas divindades, geralmente com  figuras de entidades neles destacadas. Tipicamente, os homens só são autorizados a fazer figuras de representação, no entanto, existem exceções .